# Ambev

Logo der eingetragenen Wort-Bild-Marke

Ambev (American Beverage Company, Amerikanische Getränkefirma; Eigenschreibweise ambev, früher AmBev) ist der größte Getränkehersteller in Lateinamerika und eine Tochter der belgischen Anheuser-Busch Inbev.
AmBev entstand 1999 durch Fusion der Brauereien Cervejaria Brahma und Companhia Antarctica.
2004 fusionierten AmBev und Interbrew aus Belgien zum Konzern Inbev. Dieser schloss sich wiederum im November 2008 mit Anheuser-Busch zum Konzern Anheuser-Busch InBev zusammen. Neben Beck’s und Stella Artois von Interbrew ist die Ambev-Biermarke Brahma damit eine Weltmarke.
Ambev ist daneben auch Hersteller von Erfrischungsgetränken. So besitzt es die Vertriebsrechte für den brasilianischen Markt an zahlreichen Marken der PepsiCo (z. B. Pepsi und Gatorade) und ist Marktführer für Guaraná.